# Rostov Arena
Rostov Arena er et fodboldstadion i Rostov ved Don i Rusland. Stadionet blev bygget op til Ruslands værtsskab ved VM i fodbold 2018, og blev indviet 15. april samme år. Det er desuden hjemmebane for klubben FC Rostov.
Byggeriet af Rostov Arena startede i 2014, og blev afsluttet i 2018. Den samlede pris for stadionets etablering var knap 20 milliarder rubler.

## VM i 2018
Som et ud af i alt 12 stadioner blev Rostov Arena udvalgt som spillested ved VM i fodbold 2018. Det blev besluttet, at stadion skulle lægge græs til fire gruppespilskampe, samt én 1/8-finale.

## Galleri
- Indenfor på Rostov Arena
- Rostov Arena med Rostov i baggrunden
- Don-floden med Rostov Arena i baggrunden